# شمشیر و جادوگری

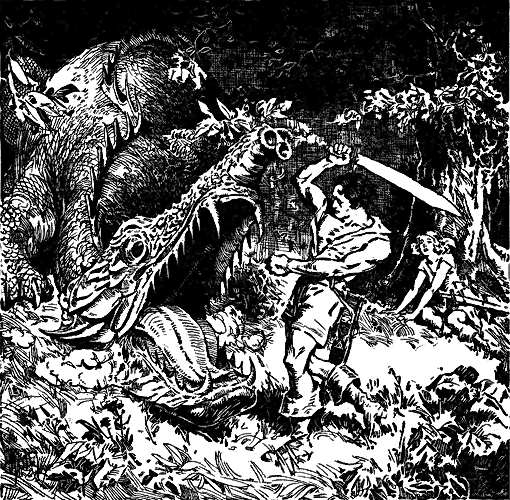
تصویر صحنه‌ای از داستان کونان بربر اثر رابرت هاوارد.

شمشیر و جادوگری (به انگلیسی: Sword and sorcery) یا خیال‌پردازی قهرمانانه، یک زیر مجموعه از ژانر فانتزی است که مشخصه آن قهرمانان شمشیرزن در ماجراهای هیجان‌انگیز و خشونت‌آمیز می‌باشد. در این سبک اغلب عناصری همچون عشق، جادو، و ماوراءالطبیعه وجود دارند. بر خلاف آثار سبک خیال‌پردازی حماسی، روایات اگرچه دراماتیک هستند، در ازای موضوعاتی که جهان را به‌خطر می‌اندازند، بر نبردهای شخصی تمرکز دارد. شمشیر و جادوگری معمولاً با خیال‌پردازی قهرمانانه وجه مشترک دارد. این ژانر از آثار اوایل دههٔ ۱۹۳۰ میلادی رابرت هاوارد نشأت گرفته است. اصطلاح شمشیر و جادوگری توسط فریتس لیبر، نویسندهٔ آمریکایی، در شماره مه ۱۹۶۱ مجلهٔ فانتزی «آمرا» برای توصیف هاوارد و داستان‌هایی که تحت تأثیر آثارش بودند، ابداع شد. در این ژانر، قهرمان اصلی داستان اغلب بربر با ویژگی‌های ضدقهرمان است.